# Marvel Super Heroes: War of the Gems
Marvel Super Heroes: War of the Gems (яп. マーヴルスーパーヒーローズ ウォーオブザジェム Māvuru Supā Hīrōzu: Wō obu za Jemu) — платформер в жанре beat ’em up 1996 года, разработанный Capcom для SNES, основанная на сюжетных линиях The Infinity Gauntlet и Infinity War Marvel Comics. По сюжету игры, Адам Уорлок призывает величайших супергероев Земли разыскать Камни Бесконечности, прежде чем они попадут в чужие руки.
Несмотря на то, что War of the Gems основана на тех же комиксах, что и игра Marvel Super Heroes 1995 года, и каждый из игровых персонажей использует идентичную специальную атаку, продукт 1996 года не является портом. War of the Gems содержит геймплей, похожий на Final Fight и X-Men: Mutant Apocalypse. В 2020 году игра была переиздана Arcade1Up, наряду с X-Men vs. Street Fighter, Marvel Super Heroes vs. Street Fighter и Marvel vs. Capcom: Clash of Super Heroes.

## Геймплей
На каждом уровне игрок управляет одним из пяти супергероев: Капитан Америка, Железный человек, Человек-паук, Росомаха и Халк. Каждый из них сражается по всему миру и даже в открытом космосе. Шкала здоровья — индивидуальна, в зависимости от выбора того или иного героя, отчего она сохраняется между миссиями. Здоровье можно восполнить на уровнях или используя лечебные предметы, подобранные во время миссий. В случае гибели персонажа, его необходимо воскресить с помощью соответствующего бонуса.
После исследования территории уровня, игрок может получить или не получить один из Камней Бесконечности, что приведет к перезапуску всей игры. Только два из них можно подобрать в течение первых четырёх миссий, ещё один после победы над Магусом, а последние два можно получить случайным образом на двух из четырёх следующих уровней. Каждый персонаж в состоянии использовать любой из полученных Камней Бесконечности перед миссиями, чтобы получить преимущества в игровом процессе: Камень Силы обеспечивает большую силу атаки; Камень времени позволяет двигаться быстрее; Камень души удваивает шкалу здоровья персонажа; Камень реальности делает бонусные предметы видимыми на уровне; Камень пространства позволяет совершать более высокие прыжки. Последний из них, Камень разума, можно получить только после победы над Таносом, тем самым завершая игру.
На всех уровнях есть враги-клоны Росомахи, Халка и Железного человека, с которыми нужно сражаться. На уровнях предстоит сражаться с двойниками таких персонажей как: Сорвиголова, Соколиный глаз, Пак, Женщина-Халк, Серебряный Сёрфер, Существо и Вижн. Ко всему прочему, в игре присутствуют следующие боссы: Блэкхарт, Небула, Йети, Думбот и Доктор Дум, наряду с двумя клонами Железного человека и Таносом.

## Критика
Allgame поставил игре 3,5 звезды из 5. На сайте Gamespot, War of the Gems имеет оценку 7,5 баллов из 10.